# Чеснівка (Хмільницький район)
Чесні́вка — село в Україні, в Уланівській сільській громаді Хмільницького району Вінницької області. Населення становить 283 осіб.

## Географія
Селом протікає річка Брод, яка на південно-східній околиці Уланова впадає у річку Сниводу.

## Історія
Матеріали взято з  книги Є. І. Козюка «Чеснівка. Історія та сьогодення» 
На схилі Волинсько-Подільської височини, над берегами річки-витоку Самця розкинулося село Чеснівка. Здавна його називають козацьким, бо споконвіку жили в селі вільні люди  — не було тут поміщицьких володінь. За переказами старожилів село Чеснівка розташувалося поблизу так званого «Чорного шляху». Там було перше поселення, в народі його називають «Горби». Ще й нині там можна знайти черепки глиняного
посуду, уламки будівельних матеріалів, шматки сільськогосподарського інвентарю, каміння жорен та інші предмети побуту.
Населенню Поділля доводилося відбиватися і тікати від нападу орд султанської Туреччини і кримських татар (1541—1589 рр.). Напад кримських татар примусив жителів села Горби ховатися в лісах. Нові поселення втікачів отримали назви Сміла, Безпечна, а згодом  — Чеснівка. Поселення розташовані на берегах річок Самця і Сниводи. В трьох верстах на південний захід від с. Смілої розташоване на рівнині приписне село Чеснівка.
Кліматичні умови місцевості сприятливі. Епідемічних хвороб майже не було ніколи. Ґрунт — глибокий чорнозем. Копнувши в глибину кілька лопат, зразу побачиш, як струмує джерельна чиста вода.
В половині версти від Смілої на південний захід в урочищі Галендри знаходять черепки битого посуду, уламки скла, та інші побутові речі. Можна уявити, що перше поселення було там. 1763 року власником маєтку Іосип-Колюна Чеснівецький, який отримав прізвище від назви висілку: Чеснівка. Він був старостою села Уланів та Вінниця.
Пізніше власниця маєтку І. Добровольська переселила багатьох селян з Галичини, тому й досі одна з вулиць називається Галіція. Там мешкали переважно Бойки, Гринчуки, Гнєди, Міщуки, Дранчуки, Юрківські та инші.
1901 року в Чеснівці жило православних 300 чоловіків та 402 жінки католиків — 30 душ чоловічої статі і 29 душ жіночої, юдеїв — 2 чоловіки і 3 жінки. За національністю населення було українцями.
помітний рух до переселення в Томську губернію, оскільки земельні наділи від батьків ставали дедалі меншими, орної землі в Чеснівці було церковної 15 десятин, а всього — 2152 сажні. Жителі Чеснівки домоглися «вольниці», землі всі були розподілені між селянами.
Школа  у селі була церковно-приходською, з 1897 року мала власне приміщення, до цього школярі розміщалися у найманих домівках. Навчалися там діти священика та заможних селян.  
З кожним днем вільна державна Чеснівка ставала заможнішою. У селі панували  лад, грамотність, порядність, доброчинність. 1913 року в селі мешкало 1242 особи, було понад 300 дворів. Люди в основному жили в достатку і свято шанували народні звичаї, обряди і людські чесноти.
А ввечері на кожному кутку села линули чарівні українські пісні, голосила гармошка чи скрипка. Дівчата щедро виспівували свою долю. Хлопці ходили до дівчат на вечорниці і взимку — на досвітки. Таким чином молоді, перш ніж одружитися, придивлялись одне до  одного.
У тогочасному суспільстві в родинах панувала висока повага до батьків, літніх людей. Чоловіки, вітаючись, знімали головний убір, а до тата чи мами, дідуся чи бабусі й старших себе зверталися тільки на «Ви».
У селі діяв «старостинський» час. Нічну варту по черзі несли господарі домівок. Після півночі вже заборонялося блукати сонними вулицями села. За порушення « старостинського» часу суворо карав суд громади.
На «віче», яке скликав староста села на вигін біля церкви, сходилася громада. Тут відбувався суд, і жорстоко карали винуватця за будь-яке порушення. За присудом сільського суду звинувачений отримував всяке покарання: примусову працю на користь громади біля церкви чи кладовища, впорядкування належних доріг для проїзду у селі — знаходилося всілякої роботи. Або порушник отримував кілька «ціпів» по тілу. А за якийсь особливий прояв накладали кайданки і відправляли за межі села. Тому в селі проявів непокори, хуліганства, злодійства зовсім не було.
Заможні селяни мали свої вітряки, де перемелювали зерно на борошно. В Чеснівці їх було аж шість з обох сторін села — у Марка Бойка, Віктора Дранчука, Маркіяна Мовчанюка, Юхрема Мовчанюка, Івана Балюка, Якова Свінціцького, у якого була ще й молотарка, кірат, січкарня, римарня, 150 пнів бджіл, коні, корови й інше. У селі було зовсім мало людей, які не мали робочої худоби. Кожна родина мала певний наділ землі. Визначалися чергування
полів — де сіяти, де орати землю, а де випасати худобу.
А коли наставали святкові дні, селяни родинами йшли до храму Божого, який стояв у центрі села. Мелодія церковних дзвонів вабила, кликала людей до храму, який був збудований на свято Олександра Невського. Кругом височіли будівлі, тягнувся вгору кремезні ялинки.
Пізніше все понищить війна з німецькими загарбниками. Церкву люди відвідували, слухали молебень священика Тарнавського, цінували життя, працювали на власній землі, а часом ходили на заробітки до заможних селян, їздили на роботу до панів у села Веселе, хутір Поштовий, де господарювали пани Терличі. Село було і тим знамените, що в ньому народжувалися і виростали майстри ткацького промислу, з виготовлення
музичних інструментів та мистецького виконання чарівних мелодій, танців, пісень. Багато було майстрів ткачів, кравців, шевців, столярів, будівельників, які виготовляли полотно, ряднини, шили взуття, одяг, робили дерев'яні вироби, зводили будівлі.
Серед майстрів знаними були:
- ткачі — Хома Пилипович Мовчанюк, Андрон Андрійович Бойко, Галина Демидівна Бартюк, Олекса Микитович Бригас, Іван Півонович Козюк, Євмень Омельянович Женний, Авакум Бартюк, Міхей Прокопович Мовчанюк, Фелікс Андрійович Юрківський, Август Гордійович Яцюк, Іван Оксентович Конарський, Павло Спиридонович Жданюк, Сергій Борисович Патлатий;
- шевці — Яків Юхремович Мовчанюк, Софрон Лисейович Скоропад, Адам Курівський, Іван Політович Женний, Василь Феодосійович Лавренюк, Півон Феодосійович Лавренюк, Омелько Феодосійович Лавренюк;
- будівельники — Юхим Роганчук, Купріян Дранчук, Петро Коренівський, Ігнац Коренівський, Андрій Семенович Бригас, Гнат Арехтович Присяжнюк, Півон Лавренюк, Василь Лавренюк, Фелікс Тросцінський, Олександр Жданюк, Іван Жданюк, Трофим Павлюк, Петро Якович Бригас, Герман Петрович Бригас;
-  ковалі — Василь Мовчанюк, Захар Гнєд, Василь Никонович Короліщук, Никифор Павлович Бартюк, Юхим Роганчук.
Одним з умільців у селі був Яків Свінціцький. З допомогою односельців він викопав на своєму городі глибоку яму і змайстрував піч, де власноруч випалював цеглу. З цієї цегли змайстрували собі та ще двом односельцям будинки.
Майже кожен чоловік села умів щось робити: виготовляти сніпки для покриття хати, мурувати груби, печі, майструвати погріб для зберігання картоплі та овочів.
Жінки переважно шили спідню одежу для малюків, вишивали, гаптували сорочки, блузки, рушники, скатертини, святкові фартухи та полики, килимки для оздоблення домівки.
Село багатшало, мужніло, розвивалося за законами природи. Сільські жінки були майстринями на всі руки — вирощували на городі різні овочі, вміли їх консервувати на зиму. А довгими зимовими вечорами пряли пряжу на спідню одежу, ряднину й рушники, або вишивали рушники, скатертини та блузки, жіночі й чоловічі сорочки. І все це робили при тьмяному світлі каганця. Більшість збиралися на такі собі посиденьки. Приходили й хлопці до дівчат.
Далі настали для села страшні часи. Буря жовтневого перевороту у Петрограді докотилася й до державного вільного козацького села Чеснівка Уланівського району Літинського повіту.
Восени 1919 року в козацьке село Чеснівку вдерлися будьонівці, почався хаос. Вони робили все, що хотіли: різали людську худобу, свиней, телят, рубали птицю, забирали робочих коней. Усе «в ім'я революції».
Згодом настали найважчі й жорстокі часи, коли розпочалася колективізація. Хто не мав бажання «добровільно» йти в колгосп, забирали в тієї сім'ї нажите роками і важкою працею майно, корову, коней конфісковували «в ім'я революції».
Державні органи разом з комнезамами (сільським непотребом — нездарами, ледацюгами, п'яницями) розбирали у гарних господарників їхні домівки. Ходили селом і били жорна, щоб не було де людям змолоти на хлібину борошна.
Боротьба за владне панування комуністів велася щоденно. Саме в ті роки 50 жителів села репресували і відправили на каторгу. Списки цих безневинних жертв комуністичної сваволі склав літописець, мешканець села Чеснівка Іван Филимонович Ткачук. Тоді уповноважені райкому партії «агітували» до вступу в колгосп. Серед них суддя району — Курков, полковник НКВС Березовський та його помічник Скоробагатько, сільський голова Микола Федоришин, голова колгоспу Петро Козерук із сільськими
сатрапами Андрієм Школьником, Капітоном Тимчуком, Саком Королщуком. Вони ламали хребти українським селянам, Загнали і розстріляли односельців як «ворогів народу»: батюшку Анатолія Каленьковича Костюка, колгоспника Фелікса Антоновича Коренівського, Кирила Семеновича Бригаса, Уляна Юхремовича Мовчанюка, Яніну Марцинівну Зброжко, братка Остапа Никодимовича Бельського, середняка Павла Миколовича Мовчанюка, коваля Захара Якимовича Пасічника, працівника радгоспу Янка Зброжка. Мордували, стріляли, морили голодом ні в чому не винних селян — українців.
Під час організованого радянською владою Голодомору 1932—1933 років померло щонайменше 230 жителів села.
1932 рік. Як розповіли свідки минулого лихоліття Фелікс Юрківський, Параска Магерко, Параска Пасічник, Ганна Женна, в селян забирали все: квасолю, насіння, квасину, картоплю, буряки столові й кормові, сушені фрукти, гарбузове насіння, зерно. Все йшло в ім'я зміцнення держави «світлого майбутнього». Держави, яка вчинила саме тоді небачений  злочин — геноцид українського люду. Люди пухли, вмирали з голоду щоденно. Голодна, страшна смерть забирала в кожній домівці цілі сім'ї, малих дітей. Всюди лежали трупи — у ровах, на дорозі та подвір'ях, їх звозив підводою і скидав у рів Андрій Ткачук. Бувало, їздовий брав і напівживих людей, промовляючи: «Немає часу чекати, коли ти помреш, бо возити є кого». Пізніше через кілька років, після масового знищення нашого українського народу, в газетах прочитають люди: «Радянська влада і колгоспи назавжди визволили селянство від куркульської кабали, злиднів, розорення. Колгоспний лад зробив селян забезпеченими людьми, упевненими у завтрашньому дні. Видача на трудодень на одного працездатного колгоспника самого тільки зерна і грошей (не враховуючи інших продуктів) зросла з 1936 року по 1940 рік у півтори рази. Середня видача хліба на трудодні в зернових районах країни збільшилася з 1934 року по 1938 рік з 61 пуда на один колгоспний двір у 1933 році до 144 пудів у 1937 році. Прибутки колгоспників у середньому підвищилися з 1934 року по 1938 рік в два з половиною рази.
Створення колгоспного ладу — це найглибший революційний переворот, стрибок зі старого, якісного, стану в новий якісний етап рівнозначний за своїми наслідками революційному перевороту 1917 року. Ця революція в сільському господарстві розв'язала три корінні питання соціалістичного будівництва." 
Раднаркому СРСР В. Молотов у відкритому листі роз'яснив, що „доведений Україні і її регіонам план хлібозаготівлі — посильний!“. У Постанові Колегії Державного політичного управління УРСР від 5 січня 1933 року читаємо: „За зраду справи партії, куркульський саботаж, розкрадання державного і колгоспного хліба заточити до концтаборів…“. А далі списки наших безневинних людей.
Під тиском московських комісарів В. М. Молотова та Д. М. Кагановича керівники України В. Я. Чубар і С. В. Косіор остаточно зламали хребет нації, вивели нещасних на Голгофу, організувавши штучний людомор — геноцид
1932-33 років. Тільки в селі Чеснівці голод забрав 522 душі, репресували 50 чоловіків та й в районі знищили голодом майже 25 тисяч людей, багатьох розстріляли.
Як свідчать архівні документи про „червоний терор“, заступник начальника НКВД по Вінницькій області І. Мороз 10 січня 1938 року інформував, що загальний ліміт виконання наказу М 800447 по області складає 8200 осіб. З них підлягає розстрілу 2950 чоловік, заслання на каторгу — 5250 людей. Начальник НКВС І. М. Корабльов доповів народному комісару внутрішніх справ УРСР О. І. Успенському про „успіхи“ станом на 29 квітня. Репресовано 47080 людей. Масовий розстріл людей, цвіту України, відбувся у жовтні — листопаді 1937 року на острові Соловки. Там були „почищені“ соловецькі в'язниці, і в урочищі (Карелія) впродовж кількох днів кат українського народу, московський капітан М. Матвєєв особисто розстрілював по 250 в'язнів за день. Тоді було знищено 1111 в'язнів. (Книга історика, краєзнавця Миколи Дороша „Червоний терор“).
На час колективізації чеснівецькі селяни чинили рішучий опір новим „господарям“. А було це так: в село з району приїхали різні уповноважені та районні комсомольські активісти. Вони у селян „добровільно“ забирали худобу, реманент та вилучали земельні наділи.
Бунтар Федір Мовчанюк підняв селян на захист власності. Допомогли йому тоді однодумці Петро та Филимон Ткачуки, інші селяни. Біля церкви у центрі села на віче зібралася майже вся громада (а на той час в селі мешкало 1242 особи). Хто прихопив із собою косу, хто грелі чи ціпа, хто сокиру, щоб захистити свою власність. „Накладемо головами, але земельки своєї не віддамо!“ — кричав у натовпі Федір Мовчанюк.
Перелякані уповноважені дременули в район, у с. Уланів, і покликали на допомогу комсомольських активістів, озброєних солдатів. Дійшла чутка швидко, що на село Чеснівку їде озброєна кавалерія, але селяни вирішили вступити в боротьбу. Правда, більш обачні, грамотні на той час селяни Дем'ян Балюк та Григор Козюк переконували людей, аби в сутичку з озброєними людьми не вступати. Григор Козюк все-таки переконав знервованих селян, що дарма проллється кров. Почався розбір, хто ж винуватий у цій ситуації.
Уповноважений представник району, росіянин, тицьнув пальцем на діда Федора: „Вот етот, Зимелька!“
Хтось спробував пояснити, що прізвище дідуся — Мовчанюк. 
Нет, нет, он не молчал, он орал, он виноват, зтот Зимелька, — кричав уповноважений райкому партії.
Після розбірки багатьох селян арештували, дехто відсидів у тюрмі, а діда Федора потримали та й випустили. Так і дожив віка  Федір Мовчанюк зі своїм прізвищем „Зимелька“.

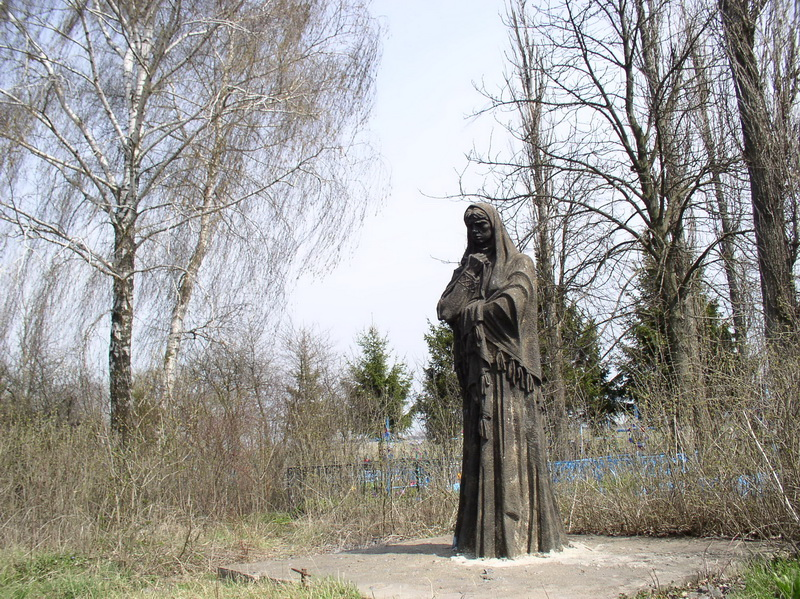
Пам'ятник, встановлений на цвинтарі села Чеснівка на вшанування пам'яті жертв Голодомору 1932-33 рр

Вигибало козацьке село цілими сім'ями. Серед померлих переважна більшість малих і більших дітей, яким би ще довго жити. Голодна смерть забирала їхні юність і душі. У селі вже не було ні котів, ні собак. Хто як міг рятував себе від голоду. Малий Василько Мовчанюк пішов на поле і там підняв зі стерні кілька колосків жита, там і знайшов свою смерть. Убили сатрапи малого голодного хлопчину. А через роки когось із них мучила совість, то посадив там деревину — клена. Нині росте він, велетень, свідок минулого лихоліття, нищення українських селян московськими партійними катами.
Були в селі і прояви канібалізму. В Андрія Березовського була п'ятирічна донька, одного дня її не стало. Коли сусіди звернулися у міліцію, і коли ті приїхали, то знайшли лише дитячу руку. Того ж дня чоловіка й жінку заарештували, більше їх ніхто не бачив.
Розповідає свідок тих подій Явдокія Аввакумівна Бригас. У нас були приховані від сатрапів маленькі жорна для помелу борошна. Прийшла сусідка, щоб таємно тато змололи на пампушки просяної полови. Побачила тоді Параска Тацюк на дереві зелену сливочку, протягнула тремтячі руки, щоб дістати плід, миска з половою вилетіла на землю, а вітерець підхопив полову і поніс геть… Як гірко плакала жінка! Мій тато Аввакум дістав мисочку помелу зі своїх „запасів“ і дав згорьованій сусідці. Ось таке було лихоліття у наших людей.
Розповідав свідок тих подій Фелікс Андрійович Юрківський, який прожив 102 роки. Старійшина села розповідав про ту жахливу подію, що відбувалася у нашому селі. Ми тоді проживали на вулиці Галіція. Сім'я у нас була велика, але сільські сатрапи не знайшли у нас зерна, бо мій тато завіз його далеко на своє поле і там прикопав два мішечки, а зверху розкидав підводу гною, замаскувавши схованку. Ми вижили, бо до кулішу, звареного з лободи чи кропиви, мама добавляли дещицю передертого зерна.
Бувало рано вийду кволий на двір, і від побаченого стає моторошно: кругом, як солома, лежать мерці, малі і старі люди, опухлі й зболені, й зовсім сухі, виснажені голодом. Лежать у ровах, на дорозі, посеред подвір'я чи просто біля тину…
Вимерли цілі роди й сім'ї. Все це „благословення“ принесла нам комуністична система, її очільники та опричники сталінізму.
Після жахливого голоду 1932—1933 рр. у другій половині 30-х жителям Чеснівки довелося пережити ще одне випробовування — політичні репресії.
Одна за одною котилися хвилі арештів. За підрахунками  українських істориків в Україні було знищено в 1936-37 роках понад 260 тисяч осіб. У рекордному 1937 році, за наркома внутрішніх  справ  М. Єжова, за ґратами опинилися 159574 осіб, зокрема 41,6% колишніх „куркулів“, 36,7% колишніх „поміщиків“. Понад 120000 чоловік розстріляли за вироком трійки.
У 1937—1938 роках на Вінниччині обласним УНКВС було репресовано 20001 громадян, із них 13475 — розстріляно.
Люди, які залишилися живими, ходили вже у створений колгосп ім. 13-річчя Жовтня на різну роботу. Землю обробляли кіньми та волами, яких забрали у людей. А вже з появою МТС обробляли трохи тракторами.
Після продажу хліба державі вділили якусь дещицю зерна і селянам.
Діти селян почали навчатися у школі. Тоді вчителями були Тодор Мерончук з Житомирщини та син попа Яків Тарнавський. Ходили діти й до школи у село Гатку (нині вона входить до складу села Уланів), грамоти їх навчала вчителька з Уланова Теодозія Камінська, а у роки тотальної колективізації на селі працював вчитель Солодовник. Вчителі разом з активістами брали участь у „роз'ясненні“ колективізації. Правда, у ті пережиті голодні, холодні, тривожні роки діти села Чеснівка потягнулися до науки і деякі здобули вищу освіту.

### Друга світова війна
Друга світова війна була зумовлена прагненням нацистського та комуністичного тоталітарних режимів утвердити своє панування в Європі.
22 червня збройні сили Німеччини разом зі своїми сателітами, випередивши Червону армію на певний період, здійснили напад на СРСР.
З початку війни обласні та районні військові комісаріати проводили мобілізацію, але під натиском німецьких військ закріпити її вчасно не змогли.
Вже 10 липня 1941 року німецькі війська на мотоциклах в'їхали в нашу Чеснівку. Озброєні до зубів, визволителі Європи зупинилася в центрі села біля Храму Божого.
Стоїть біля своїх воріт зажурена і перелякана Христина Бригас, на власні очі бачить, як нелюдів зустрічають із хлібом-сіллю, її серце переповнюється гнівом, образою. Бачить, як плазують негідники, аби потрапити в слуги фашистам — на посаду старости чи поліцая. Серед поганців упізнала свого сусіда Трохима Павлюка. Могла б йому й простити. У своїх тривожних думках пригадала, що совєцька влада йому виморила голодом в 1932-33 роках дочок Любу, Яринку, Ксенію та сина Володю, а Павлушу забрали на фронт.
Але саме тоді Трохим Павлюк показав на її хату, розповівши, що в неї живе її зять — комсомолець Омелян. Розлючені німецькі кати вдерлися до хати, схопили молоду перелякану людину. Разом з ним забрали його товариша Костю Патлатого. Того ж дня їх доставили в комендатуру с. Уланів і посадили до в'язниці. Христина з донькою Яриною другого дня, коли почало ледь світати, були вже там, у комендатурі. Добилися побачення з в'язнями, але не повірили своїм очам: на вогкій підлозі сиділи два чоловіки з волоссям білим, як молоко. Це був зять Омелько і його товариш Кость Патлатий. Того ж таки дня ці хлопці були розстріляні.
Основні напрямки діяльності окупаційної влади на території України були викладені у таємній „Інструкції з питань ведення німецької політики в Україні“. У документі зазначалося, що до того часу, поки український народ ставитиметься до Німеччини доброзичливо і, перш за все, буде готовий до співпраці з німецькою адміністрацією у проведенні сільськогосподарських робіт, німецька сторона має дотримуватися щодо українців лояльної позиції. Окремим українцям дозволялося співробітництво з німцями в адміністративних органах на рівні громад та районів за принципом рад їх довірених осіб.
Згідно з „Інструкцією“ українці отримали право відкривати навчальні заклади. В Чеснівці почала працювати школа, вчителем був Цятко. Щоправда, навчання і виховання дітей здійснювалося за окупаційною програмою і навчальним планом. За браком нових підручників після внесення відповідних змін (замальовування портретів вождів комуністичного ладу та державних діячів, вилучалися тексти, що прославляли „батька“ Сталіна та інших вождів). Було запроваджено вивчення Закону Божого. Обов'язковим елементом виховних заходів стало звеличування "батька" Гітлера — "визволителя і рятівника українського народу". Окупаційна адміністрація проявила терпимість у питаннях віри. Працював Храм Божий села, люди йшли молитися за «визволителів Європи».
Людей зобов'язали працювати на полях і фермах колгоспу. Все робилося під пильним оком коменданта з Уланова. Його поява була інколи несподіванкою. Навесні 1942 року, як розповідав полівник Дмитро Климович Женний, його життя і життя ще кількох людей висіло на волосинці. Зібралися сіяти таку культуру, як коксогиз. Насіння було вологе, вирішили його трішки підсушити на подвір'ї Лавра Ткачука. Розстелили ряднину і висипали насіння, а самі пішли до хати випити по сто грам горілки. Насіння, просихаючи, викинуло свої парашутики: з легеньким подихом вітру полетіло геть у вись. Тоді настроїли пусту сівалку і давай бігом сіяти, а слідом коткувати. На щастя, комендант приїхав тоді, коли кілька «посіяних» гектарів уже були закатковані. Пізніше «з'ясували», що насіння нібито було неякісне.
Якщо на початку окупації чеснівчани потерпали від грабунків «визволителів» (в селян забирали свиней, курей, гусей, навіть курячі яйця), то з появою коменданта з Уланова все поступово налагодилося. Розпочався обмін домашніх продуктів на сіль, масло, гас для ламп та інше.
На початку 1942 року з огляду на важкі втрати на фронтах, дефіцит робочої сили окупаційна влада розгорнула агітацію серед населення за виїзд на роботу до Третього Рейху. Рідним охочих вирушити до Німеччини обіцяли спершу надати і виділити землі, виплатити грошову допомогу та надати різні пільги.
Не досягнувши в ході проведення агітаційної кампанії бажаного результату, гітлерівці з 13 лютого 1942 року почали масовий примусовий вивіз молодих людей (так званих остарбайтерів) з Чеснівки до Німеччини.
Праця за безцінь у громадських господарствах, податки і побори, примусове вивезення людей на роботу до Німеччини, неповага й утиски, ігнорування національних прав, арешти й розстріли викликали в українців бурю невдоволення. Поступово почав наростати рух опору. В Хмільницькому та Уланівському районах діяли партизанські загони, які перебували у Чорному та інших лісах.
Визволення села Чеснівки від німецько-фашистських загарбників відбулося 9 березня 1944 року.
Повернувшись на окуповані території України, радянська влада одразу ж розпочала мобілізаційні заходи.
Війна котилася на захід, у селі продовжувалося мирне життя. Люди, котрі залишилися, старі й молоді, взялися до праці. Чим мали, засівали колгоспні ниви колгоспу ім. 13-ї річниці Жовтня. Головою колгоспу був обраний Ростислав Григорович Патлатий, а головою сільської ради - Дмитро Прокопович Магерко.

### Повоєнні десятиліття
В 1947 році головою колгоспу ім. 13-ї річниці Жовтня був обраний Амброз Іванович Слободянюк, людина уже перевірена владою. А головою сільради  -  Григор Марченко з села Сміла. Під керівництвом нового голови правління колгоспу докладалося багато зусиль для покращення добробуту жителів села Чеснівки. Але з огляду на аграрну політику колишнього комуністичного керівництва поліпшити ситуацію було неможливо. В Чеснівці у 1946-47 рр. люди недоїдали. Переважна більшість колгоспників отримали по 300 грамів зерна на трудодень, на присадибних ділянках врожаї були погані, через посуху  - недород. За спогадами старожилів чимало сімей пухли від голоду, хоча не мерли, як у 1933 році. Звичайно, вмирали, але багато хто й вижив. Ходили на морозівські і свої поля до так званих криничок, де кагати з картоплею погнили й проморозилися. Цю картоплю сушили, мололи й пекли хліб.
Другою бідою було й те, що на селян накладалися непосильні податки й позики. Корів у селі тоді було всього 60 голів. Натуроплата була такою: продаж молока на корову — 300 літрів, на первістку — 180 літрів, м'яса від кожного господарства — 50 кг, яєць — 200 шт., здача шкіри з кози, теляти й поросяти, позика грошей державі — 500 крб.
Виконувати ці непосильні завдання приїжджали уповноважені райкому партії та всякі фінвідділи і помінзаги. Вони всіляко знущалися з людей, змушували їх будь-яким шляхом розраховуватися. Люди тікали від таких уповноважених в береги, кущі, льохи, ховалися в житах. Кого, бувало, спіймають, не доведи Боже, так «агітують», що аж булькала з носа й рота кров. Люди жертвували навіть власне життя, накладали на себе руки.
З потеплінням усі пішли по роботах, виснажливих і важких, і сплюндровану війною землю люди обробляли вручну, власними коровами, волами та кіньми. Страшна смерть знаходила людей і без війни — на полі. Підривалися від мін та інших снарядів.
Загалом становище в місцевому господарстві погіршувалось. 40% земель заросли бур'янами, пустували. Врожаї були низькими через серйозне порушення агротехніки, через запізнення посіву в оптимальні строки та ще й через несприятливі погодні умови.
Замість того, щоб надати допомогу селянам у скрутний час, подолати негаразди, керівництво радянської влади продовжувало домучувати українських людей, вимагаючи високих врожаїв та виконання непосильного плану хлібозаготівлі. Липневий (1946 року) пленум ЦК КП(б)У за наказом Москви, незважаючи на виснаження українського села та посуху, зажадав безумовного виконання планів хлібозаготівлі. Перед владними органами було поставлено завдання організувати роботу колгоспників, щоб вони працювали кожен день від ранку до смеркання. За таких обставин позбавляли можливості колгоспників працювати на своїх присадибних ділянках, за рахунок яких, по суті, виживали.
Все це призвело до різкого погіршення продовольчого становища, а згодом і до голоду.
Легін Яцюк після «агітації»: «Таке знущання проходило десь аж до 1953 року. Залишив „гарний“ слід в пам'яті народній військовий комісар Олександр Линник, який руків'ям пістолета розбив голову жителю нашого села Сильвестру Миколайовичу Бригасу, Августу Гордійовичу Яцюку».
Життя тривало, мінялися сільські голови, голови колгоспу, представники й уповноважені з району, але життя людей залишалося важким.
В село прийшли нові керівники. Головою колгоспу з райкому призначили у Чеснівку Гавуру, а головою сільради  - Конделя. Обидва були родом із села Сальниця, тоді говорили Салиха. Нові керівники наводили нові порядки.
Йшов голодний 1947 рік. Нелегко було піднімати з руїн понищене війною господарство, правда, робочої та ще й дармової сили вистачало, бо всі працювали за дармові трудодні, на які майже нічого не давали. Серед колгоспників тоді ходила така собі крилата поговірка:
«Сіла баба на рядні,
Та й рахує трудодні.
Сім день — буде трудодень,
Люди, дайте хліба хоч на день»
З березня 1947 року звільнений від обов'язків першого секретаря ЦК КП(б)У Микита Хрущов. На цю посаду призначений Лазар Каганович, який проводив «чистки» серед українських культурних кадрів, звинувачуючи їх у націоналізмі. Вірний сталінець нищив українську еліту.
У колгоспі було створено кілька бригад. Була і бригада по заготівлі кормів для громадського тваринництва. Очолював бригаду колишній організатор Андрій Пилипович Школьник, той самий, що у 30-ті роки проводив тотальні пошуки зерна у людей і отримав прізвисько «Знайдін», тобто скрізь знайде і забере. Городину садив і вирощував Малахай Мовчанюк, а пізніше бригаду очолить Андрон Бойко. Дивно, що на той період у нас росли кавуни, дині; гарні хліба колосились на наших чорноземах.
Люди сповна віддавалися роботі. їхали на роботу раненько, сиділи в возах, які тягли запряжені у ярмо воли, чи підводами з кіньми. Але рано чи увечері, повертаючись з роботи, співали українських пісень. І в тих піснях було багато туги й печалі за втраченим, за молодістю, що пройшла у роках важкого лихоліття. Але вони вірили у завтрашній день, вірили, що прийде час, і засвітить яскраве сонце, згасне тьма, і життя обов'язково буде кращим.
А вирощений хліб, як завжди, йшов, чи, вірніше, його забирали і везли у державні засіки. На період жнив у колгосп приїжджали всякі уповноважені, щоб забрати збіжжя. Це були представники райкому та райвиконкому по «викачці» хліба. Возили хліб аж у Крижанівку підводами, запряженими кіньми чи волами. Людям майже не лишалося збіжжя. Найважчим для наших людей був 1947 рік. Холод, голод багатьох звів у могили. На той час молодих людей насильно забирали на Донбас в шахти чи на великі будови комунізму.
Чергова репресивна хвиля викинула з рідних домівок понад 500 тисяч селян (доктор історичних наук М. Бугая, Росія). Тут був крайній вияв цинізму влади щодо громадян України. В 1948 році небезпечних для місцевого начальства «елементів» репресували поза будь-якими навіть законами.
Річ у тому, що кримінальне законодавство того часу не передбачало такого покарання, як «виселення у віддалені райони». Тогочасна влада робила, як бажала, а тим паче, що це — воля Москви.
В грудні 1949 року М. Хрущова було звільнено від обов'язків першого секретаря ЦК КП(б)У і обрано на цю посаду Леоніда Мельнікова.
А вже пізніше 1950 рік внесе несуттєві зміни в життя нашого Поділля. Вони зумовлені були прагненням комуністичної влади збільшити виробництво сільськогосподарської продукції для потреб держави. Вийшла Постанова ЦК ВКП(б) від 30 травня "Об укреплении мелких колхозов и задачи партийних организаций в зтом деле".
Гоїлись рани війни, поступово налагоджувалась у селі культурно-масова робота. Завідувач клубом був із села Пагурці. Щодня писав лозунги на стінах хат та хлівів у селян. Йому ніхто не заперечував, бо така була вказівка партії. Тодішні лознги були такого змісту: „Не виконав норми — не йди з поля!“, "Партія і Ленін — близнята", "Хай живе КПРС — організатор бойових і трудових перемог!".
У визначений день раз на тиждень привозили кіньми в конюшню колгоспу пересувну кіноустановку, демонстрували кінофільми. У вихідні чи святкові дні дівчата й хлопці збиралися у центрі села на вигоні, де колись проходило сільське віче. Молодь влаштовувала танці, співали пісні.
Як і до війни, у перші повоєнні роки фельдшерського пункту не було, але згодом його відкрили у хаті Олекси Євдокимовича Бондара. Звичайно, і ліків належних було обмаль, але Маркіян Сидорович Мовчанюк лікував людей зіллям та усякими травами і цим здобув повагу серед односельців і навіть за межами села. Маркіян Сидорович був мудрою людиною і здобув освіту самотужки, вивчаючи народну медицину та праці вчених-медиків.
Приміщення школи розташувалося у двох селянських хатах, але згодом уже почали будувати нове приміщення школи. Вчителі переважно були з інших сіл. Але багато сільських хлопців і дівчат уже мали педагогічну освіту.
Майже все своє життя присвятила школі Феодосія Лаврівна Ткачук-Слободянюк. Багато зробив для села простий літописець, але ерудована і мудра людина Іван Филимонович Ткачук. Його записи і розповіді ми донесемо людям на скрижалях правди про наше минуле.
Обраний зборами колгоспників Семен Яремович Короліщук, який пройшов усю війну, за п'ять літ багато сходив країнами Європи, бачив кращу долю і життя людей на той час. Хоча він був малограмотний, але мав розум від природи, був вимогливий і справедливий, умів і посварити, і пожаліти... Хоч він був комуністом, але й мав свої особисті погляди на життя. Він був "колючий" для району, а тому при з'єднанні Чеснівки зі Смілою райком призначив головою нового колгоспу партизана Філіпа Яковича Шевчука. У Чеснівку заступником направили Янка Кірніцького.
Життя людей від об'єднаного колгоспу не покращилося, заготовлені корми конюшини для громадської худоби з Чеснівки забрали у Смілу. Сільським головою тоді був житель Смілої Іван Великоднюк. Результати спільної роботи були невтішні. Майже три доби в Чеснівці в конюшні проходили загальні збори колгоспників. Чеснівчани вимагали усунення Шевчука з голови правління колгоспу, і у цьому був сенс. Враховуючи складну ситуацію в колгоспі, райком партії з Уланова направив головою колгоспу жидка Ольшенецького, який дещо стабілізував нормальну атмосферу у селах створеного колгоспу.
Людям дуже запам'ятався той час, коли прийшла в колгосп жнив'яна пора. Голова колгоспу Ольшенецький дав вказівку бригадирам зібрати літніх жінок у Чеснівці, щоб вони були в українській формі, убрані, із серпами вийшли за село. Жінки прийшли у святковому українському вбрані і приступили зажинати пшеницю. Приїхав голова колгоспу Ольшенецький, привітався з людьми і сказав: «Благослови, Боже, розпочати й гарно закінчити жнива. Пошли, Боже, здоров'я усім трудівникам і цим шановним україночкам, які сьогодні роблять зажинки». Люди дякували і плакали, що нарешті почули слова, які забороняла вимовляти радянська влада. Це були жінки уже похилого віку.
...5 березня 1953 року — смерть ката українського народу Йосипа Сталіна. Боротьба за владу розпочалася. Діти Чеснівки, ходили пішки до школи села Лип'ятина. Керував тоді школою вірний ленінець Петро Назарович Святенький. Діти думали, що директор школи був росіянин, тому що він завжди спілкувався і проводив уроки тільки російською мовою. Пізніше стало відомо, що він родом з Липовецького району, і вимушено це робив, прикриваючи походження свого роду (батька священика), адже тодішня влада могла зробити будь-що. Лип'ятинська школа була збудована з добротного лісоматеріалу з розібраної церкви. В школі були гарні вчителі, які вміли прищепити любов до того чи іншого предмета.
Коли прийшла смерть Сталіна. Розумні люди раділи кончині ката українського народу, а окремі плакали. Тоді вчитель зібрав всіх дітей у коридорі і, плачучи в гіркий кулак, крізь сльози проголосив: «Умер вождь мирового пролетариата, отец всех народов Иосиф Виссарионович Сталин, плачте дети».
Діти не зрозуміли тієї печалі і почали аплодувати. Вийшов такий собі парадокс. Люди на повні груди зітхнули, після смерті ката України  - Сталіна.
Після амністії поверталися додому засуджені безневинні люди. Їхнє життя було покалічене, принижене, змарнована молодість. З приходом Малєнкова люд на селі ожив, вони побачили світло надії у кінці тунелю. Тоді ходив поміж людьми крилатий лозунг: «Спасибі Малєнкову — маємо по корові, щоб був Сталін не здох — тримали б козу на двох!»
Малєнков за короткий час залишив гарний слід у народній пам'яті. Саме тоді увів єдиний податок на землю — 0,93 карбованців  за сотку городу.
В 1953 році 2-4 липня пленум ЦК КПУ звільнив від обов'язків першого секретаря ЦК КПУ Леоніда Мельникова й обрав Олексія Кириченка, першого українця на цій посаді. А вже 3-7 вересня 1953 року Пленум ЦК КПРС ухвалив постанову про заходи подальшого розвитку сільського господарства в СРСР. Пленум обрав першого секретаря ЦК КПРС Микиту Хрущова.
У 1954 році село Чеснівка від'єдналося від Смілянського колгоспу, сільська рада залишилася в Смілі.
Після виходу зі Смілянського колгоспу головою колгоспу ім. XVIII партз'їзду призначили Івана Людвіговича Косінського. Справи поліпшилися. Будувалися приміщення для тварин, звели приміщення сільського клубу з дерева. В одній із кімнаток була бібліотека. Правда, довго його не приводили в належний стан, але згодом почав працювати. Молодь села мала уже можливість збиратися. Утворювалися гуртки художньої самодіяльності, ставили вистави, співав хор, а у неділю грав духовий оркестр, яким керував Денис Бригас. Раз на тиждень привозили кіно. Завідувачем клубу був Григор Никонович Короліщук.
Було збудовано приміщення фельдшерсько-акушерського пункту. Пологове відділення мало 4 койки. Завідувала ним Валентина Гусєва. Будував медпункт і завідував ним Микола Дмитрович Авдєєв. За його турботи, приміщення було обгороджено, посаджено багато плодових та декоративних дерев.
У 1958 році понад 500 колгоспів України запровадили гарантовану оплату трудодня. Відрадно й те, що колгоспники вже мали право на отримання паспорта. Багато людей залишило село в пошуках кращого життя, а молодь пішла вчитися у технікуми і вузи. Молочна ферма утримувала тоді першість за надоями молока на фуражну корову. Працював гарний дитячий садочок, в якому було до 30 дітей. Його теж утримував колгосп. За рахунок колгоспу передові колгоспники їздили на курорти, в туристичні подорожі. Колгосп оплачував і лікарняні листи.
На полях зріли дорідні врожаї, і ручна праця людей на період жнив була вивільнена. Всі люди села були забезпечені роботою
24-26 березня 1965 року Пленум ЦК КПРС ухвалив постанову «Про невідкладні заходи щодо подальшого розвитку сільського господарства в СРСР». Саме на цьому Пленумі було прийняте стратегічне рішення стерти грань між містом і селом. Як бачимо, село стерли, а грань залишилася...
А селяни працювали, віддавалися сповна своїй роботі і вірили, що рано чи пізно настане час, і люди зі світлим розумом скинуть кайданки з України.
Колгоспникам почали платити державну пенсію 12-30 карованців.
Згодом головою колгоспу села Лип'ятин, (а Чеснівка входила в нього на правах бригади), призначили Леоніда Францовича Мазура, головою Лип'ятинської сільської ради обмін Григора Михайловича Присяжнюка. Звичайно, роботи вистачало і в колгоспі, і в самій сільраді.
1976—1980 рр. — десята п'ятирічка. Подальше уповільнення розвитку промисловості. У місцевому сільському господарстві набували розвитку тваринництво, рослинництво. Підвищувалася продуктивність праці, зростала оплата в галузі тваринництва, і рослинництва. Колгосп придбав чимало техніки й інших засобів виробництва. Сільська рада була нагороджена грамотою за роботу, а голову сільської ради відзначили пам'ятним іменним годинником.
1989 року осінньої пори Чеснівка здобула незалежність (вийшла з колгоспу "Шляхом Леніна"). Новий колгосп назвали іменем Лесі Українки. Це була воля і бажання справжніх синів і дочок України, які народилися і виросли на чеснівецькій землі. Головою було обрано Л.Ф.Косінського. В 1991 році збори колгоспників обрали головою правління Євгена Івановича Козюка. Головою сільської ради став Анатолій Гуменюу з Лип'ятина.
Новобраному керівництву вдалося реалізувати багато завдань з покращення життя господарства і кожного з мешканців села.
За кошти колгоспу збудували два пам'ятники: Лесі Українці - 1994 рік та Голодомору 1932-33 років. Без усякої протекції і дозволу чинуш з району. Це була воля зрілої громади села.
У вересні 1997 року через важку хворобу зліг голова правління. Після його одужання на початку 1998 року виникли великі проблеми: нестача буряків, кукурудзи, ПММ. На 70 голів зменшили поголів'я худоби. І все це за чотири місяці відсутності голови правління.
Голова правління поїхав у район, щоб отримати якусь пораду, підтримку і притягти до відповідальності винних, але, на жаль, колишній керівник був налаштований проти нього. Звичайно, голова завжди був простим і звичним, не організовував застілля, не зустрічав з короваєм на рушнику чинуш, а прагнув сміливо говорити правду у вічі, правду щиру і відверту.
Передав господарство голова малоосвіченому шоферу за фахом В. Ф. Якушевському. Та якою була воля можновладців з району в особі тодішнього голови райдержадміністрації  О. Ткачука, якого тоді звільнили? Він залишив у районі 40 тисяч гектарів неораного зябу на весну.
Вже з першого року «господарювання» урожаї в Чеснівці сягнули «астрономічної» цифри — 12 центнерів зернових культур з гектара, 80 центнерів цукрових буряків, а річний надій молока на фуражну корову — 800 кг. У районі зчинився переляк, тому негайно вирішили приєднати колгосп села Чеснівки до Уланівського ВАТ Агромашу. Як такого юридичного приєднання не було, але керував колгоспом, не маючи на те юридичного права все-таки Уланівський Агромаш.
Сталося повне розорення господарства села Чеснівки. Почалося з того, що добресенького телятника почали розбирати, блоки возити до Уланівської чайної і там штабелювати. Запчастини забрали, зерно забрали, техніку попродали.
Анархізм при сприянні можновладців з району набув великих масштабів. Розвиток села відкинули на 50 років назад. За зверненням громади села у вищі державні владні органи керівника було звільнено, а анархію призупинено.
Нині землі с. Чеснівки орендує Валерій Іванович Осадчук. Людина вихована, грамотна, не байдужа до долі жителів села Чеснівки, сприяє зміцненню добробуту громади, робить усе можливе для збереження розвитку древнього, державного, незалежного козацького села Чеснівки.
За сприяння Валерія Івановича Осадчука біля хати вдови Великої Вітчизняної війни. Христини Бригас встановлено пам'ятник.
Чеснівка — село, знане далеко за межами України. Сюди приїжджав з Америки, з Техаського університету, професор читання Хав'єр Аялла, тут часто бував відомий український журналіст Василь Миколайович Лис, письменник Василь Дмитрович Остапів, знана журналістка ВДТ-6 Ганна Василівна Секрет, член НСПУ Василь Дмитрович Кобець, лікар зі світовим ім'ям, професор, колишній міністр охорони здоров'я України Микола Єфремович Поліщук.

## Відомі люди
- Мовчанюк Григір Павлович (1942—2018) — поет, літературознавець, перекладач.
- Козюк Євген Іванович (1939) — поет, краєзнавець, журналіст.